# 阿蘭魯斯
阿蘭魯斯（排灣語：Qalamljus），是台灣排灣族傳說中的人物，曾經跟巨蛇結為朋友。

## 身世
阿蘭魯斯是根也燃社（Qinaljan，位於今屏東縣獅子鄉內文溪右岸，內文社群之一，日治時期遷到安朔部落(Aljungic)的Zulilj家的創建者，他最早來自於內文社。

## 傳說

### 認識
據說過去有一次雨季期間，阿蘭魯斯外出打獵時槍不小心掉到一處深潭裡，而且就算他跳進水裡也遍尋不著，反而遇到一個出現在水中的人，對方知道他的名字和來意後，表示願意把槍還給他，但必須跟自己做朋友，阿蘭魯斯答應了，對方也邀請他在五天後來自己家裡（水潭裡）玩。

### 交流
五天後，阿蘭魯斯盛裝來到水潭，呼喚水潭裡的人，對方果真很快就出現、將他迎接進水潭中並用準備好的酒熱情招待，在阿蘭魯斯喝得很醉之後，他也主動邀請對方在四天後來家裡玩，並且得到對方的答應後回家。

### 真身
四天後，水潭裡的人果真來到了阿蘭魯斯的家，阿蘭魯斯便設宴款待對方，兩人一邊用別人聽不懂的話聊天一邊喝了很多酒，直到最後那個人醉到走動了，才拜託阿蘭魯斯把自己送回水潭，而在把他背到水潭後，那人便變成一條巨蛇進入水潭中，他才發現原來自己的朋友一是條巨蛇。

### 後續
後來阿蘭魯斯因為不明原因，再也沒有見到巨蛇了，但據說偶爾還是會有人在那個深潭裡見到巨蛇的影子。而根也燃社也是建立在那個水潭上方的山波地上。